# Dona Zica
Dona Zica, pseudonyme d'Euzébia Silva do Nascimento ou  d'Euzébia Silva de Oliveira, née le 6 février 1913 à Rio de Janeiro et morte le 22 janvier 2003 dans la même ville, est une sambiste de la vieille garde de l'Estação Primeira de Mangueira et la dernière épouse du sambiste Cartola.

## Biographie
Euzébia Silva de Oliveira naît le 6 février 1913 dans le quartier de Piedade, à Rio. Elle est la fille d'Euzébio da Silva, gardien de train à la gare centrale du Brésil, et de Gertrudes Efigénia dos Santos, blanchisseuse de profession. Elle n'a qu'un an quand son père meurt. À l'âge de quatre ans, elle part vivre avec sa famille à Buraco Quente, à Morro da Mangueira.
Zica fait partie des premiers membres de l'école de samba Estação Primeira de Mangueira et participe au premier défilé de l'école en 1928. Pendant de nombreuses années, elle coordonne la confection des costumes de l'école. À 19 ans, elle épouse une star du football du quartier, Carlos Dias do Nascimento, avec qui elle a cinq enfants et en adopte un autre. À la mort de Carlos en 1952, elle troque les tissus pour la cuisine de l'Embaixada do Sossego, l'une des grandes sociétés de carnaval de Rio qui, outre les défilés de carnaval, promeut une vie sociale intense. Elle est l'une des plus grandes cuisinières de Rio. Dona Zica connait et admire Cartola depuis longtemps et est, comme lui, veuve.
Elle est la dernière épouse de Cartola. Le couple s'installe en 1953. Elle est un grand symbole du carnaval de Rio. En 1962, elle fonde avec son mari Cartola le bar Zicartola dans la Rua da Carioca, dans le centre de Rio de Janeiro, fréquenté par de nombreux sambistes, tels que Zé Keti, Nelson Sargento, Paulinho da Viola et Nelson Cavaquinho.
Dona Zica meurt le 22 janvier 2003.